# 榮譽國民
榮譽國民，簡稱榮民，是指符合特定服役條件的中華民國國軍退除役官兵。在現今臺灣社會中，「榮民」常指曾參與抗日戰爭或國共內戰後隨中華民國政府遷臺的外省籍退伍軍人，然而此類型之「資深榮民」人數已逐年減少，目前之榮民類型以「在臺入伍榮民」居多，總榮民人數約33萬人。榮民、榮眷及遺眷的就業、就學、就醫、就養與服務照顧等由國軍退除役官兵輔導委員會（退輔會）處理。

## 定義

### 榮譽國民
退輔會為提高退除役官兵之榮譽感，於1960年頒訂《本會榮譽國民證管理使用辦法》，只要符合申請資格的士兵官均得申請「榮譽國民證」。榮民的身分認定在之後陸續擴大，於1994年，將聯勤兵工廠、海軍造船廠等退伍人員納入榮民身分；於1999年，八二三戰役參戰義務役官兵納入榮民身分；於2001年，八二三戰役的金馬自衛隊納入榮民身分。榮譽國民證的樣式在最初依退除役階級而有不同，在1990年則將樣式統一。
目前依據退輔會之《國軍退除役官兵輔導委員會榮譽國民證製發作業規定》與《國軍退除役官兵輔導條例施行細則》，可申請榮譽國民證的資格如下：
1. 軍官、士官、士兵服現役滿10年，或服現役期滿，志願留營或再入營服現役，先後合計滿10年退伍、除役或解除召集者。
2. 服軍官、士官、士兵役，在現役期間，因作戰或因公致身心障礙，於退伍、除役後，經鑑定需長期醫療或就養者。
3. 《國軍退除役官兵輔導條例施行細則》於2005年8月9日修正施行前已入營服役者、各軍事學校已在訓之學生，依修正施行前之規定，服滿原定服役年限，退伍、除役或解除召集者。
4. 服軍官、士官、士兵役，曾參加1958年八二三台海保衛戰役及其他經國防部核定之關係國家安全之重要戰役者。
5. 金門馬祖民防自衛隊，曾參加1958年八二三台海保衛戰役者。
6. 經專案核定為輔導對象者，包含以下對象：
  - 民國44年以前因故離營之大陸來臺官兵及大陸來臺軍文資遣人員或在民國48年10月30日《軍用文官任用暫行條例》廢止以前，在軍工廠服務具有軍用文職身分之技工（不含聘僱人員）。
  - 前在大陸退除役之軍官佐或復任軍職經解除召集或免職者。
  - 由無職軍官辦理退除役者。
  - 滯留大陸台籍前國軍官兵返台定居人員。
  - 滯留泰國緬甸越南地區前國軍官兵。
  - 國軍在台期間作戰被俘歸來人員。
  - 因響應1955年建艦復仇行動，志願入營服役滿3年以上退伍者。
  - 國防部參謀部人事參謀次長室79年至82年招考大專兵志願轉服四年制預官(科技)，服役四年，經專案核認280人，依法退伍，持有退伍令者。
  - 陸軍司令部80年度大專兵志願轉服四年制預官，經專案核認1,068人，依法退伍，持有退伍令者。

### 資深、在臺入伍榮民
榮譽國民又可分為「資深榮民」（1934年底前出生）、「在臺入伍榮民」（1935年後出生者）。資深榮民原佔榮民總數之大部分，然而其人數隨時間逐漸下降，在臺入伍榮民的人數自2009年已超過資深榮民人數。依2019年底統計，資深榮民比例為23%，在臺入伍榮民比例為77%。 
資深榮民主要是在1949年前後隨國民政府自大陸遷臺者，相較於在臺入伍榮民，其軍旅生涯及出身背景等方面與一般民眾較不同，且單身比例較高，加上軍中服役時的待遇不高，在社會上多屬中低收入戶。

### 榮眷
榮眷指榮民的父母、配偶、未成年子女及身心障礙子女等眷屬，於2019年底共計有705,042人，亦屬退輔會之照顧服務對象。

## 人數統計
退輔會自1983年公布榮民人數統計，榮民人數在當年底約為54.7萬人，並逐年增加至1991年達到59.7萬人為高峰，之後便逐年遞減；在2019年底時，在世榮民人數為349,333人。依近五年之平均，每年新增榮民約3千人，因亡故減少約1.4萬人。
依年齡結構分析，65歲以上的高齡榮民人數逐年減少，於2019年底時佔所有榮民之比例為47.9%，50至64歲之比例為40.3%，49歲以下之比例為11.9。在性別方面已男性佔大多數，男性佔比95.4%，女性佔比4.6%。依退伍軍階分析，其人數由多至少分別為：士兵官（44.3%）、尉官（23.6%）、校官（31.4%）、將官（0.7%）。在士兵官中，又以八二三戰役參戰義務役、金馬民防自衛隊之數量超過半數。

## 遺產繼承問題
榮民於逝世後，若沒有人繼承遺產或未預先指定用途，三年期滿後則繳交國庫。由於榮民配偶可領半俸，加上在臺灣無配偶及子女的榮民在臺灣無法定繼承人，使得榮民身分及遺產繼承事件的爭議頻傳，例如；女子與老榮民於生前假結婚，以領取遺產和遺眷半俸；來自大陸地區的不實繼承人；遺囑不具效力等，也有榮民遺產遭葬儀社、退輔會職員侵占、詐欺的情形。

## 相關文史

### 文學
- 台灣作家（不分外省、本省）以榮民生活及其遭遇為題材的文學作品不少。比較著名的作品有：張大春的〈雞翎圖〉、〈四喜憂國〉、〈將軍碑〉等短篇小說；履彊（本名蘇進強）的〈蠱〉；鍾延豪的〈金排附〉、〈故事〉；吳錦發的〈兄弟〉、苦苓的〈柯斯里伯伯〉、宋澤萊的〈海與大地〉、雪眸的〈夜寒人未央〉，〉周賢君的〈與老爸有約〉[8]，周賢君的＜伯伯們的路＞簡體字版中國出版集團，現代出版社出版(此書在大陸被禁)。＜伯伯們的路＞同文內容於2019年3月在台灣以書名＜為台灣老兵說一句話＞正體字再度出版。致出版社(秀威集團):周賢君的＜有兩個故鄉的人＞致出版社(秀威集團)2019年3月[9]

### 相關論述、口述歷史
- 關於榮民：
  - 青年戰士報社編的《生命的光輝 :環島行‧訪榮民》(青年戰士報社)，1965年。
  - 唐健風主編的《永生不滅的榮光 :經國先生與榮民》(行政院國軍退除役官兵輔導委員會)，1998年。
  - 唐健風主編的《肯捨無私 :榮民的故事 》(行政院國軍退除役官兵輔導委員會)，1999年。
  - 石馬祥、莊鎮忠、陳秀竹合著的《榮民口述歷史 :用生命寫歷史的英雄》(內政部營建署金門國家公園管理處)，2003年。
  - 行政院國軍退除役官兵輔導委員會編著，《重返榮耀 :20位榮民的創業故事》(行政院國軍退除役官兵輔導委員會)，2007年。

- 關於榮民總醫院：
  - 鄭國琪的《一路遇貴人 :向老師們致敬 : 高雄榮民總醫院第3任院長鄭國琪回憶錄之良師篇》(高雄市：皮球出版)，2009年。
  - 游鑑明、周維朋《台北榮民總醫院半世紀：口述歷史回顧》(中研院近代史研究所)，2011年。
  - 台北榮民總醫院編著的《台北榮民總醫院醫學研究論文目錄》(台北榮民總醫院編印)。
  - 臺中榮民總醫院編的《臺中榮民總醫院醫學研究論文集》(臺中榮民總醫院編印)。

- 與榮民相關的產業：
  - 榮民工程事業三十年編輯委員會，《在艱彌厲繼往開來 :榮民工程事業三十年》，榮民工程事業管理處，1986年。
  - 榮民工程事業管理處編撰，《繼往開來永續經營 :榮民工程事業四十年》，榮民工程事業管理處，1996年。
  - 陳瑞惠總編輯，《生命的守護 :榮民製藥廠》，文建會，2005年。
  - 林世宗、吳世印、卓志隆編著，《我見青山多嫵媚 :榮民與森林》，行政院退除役官兵輔導委員會榮民森林保育事業管理處，2007年。
  - 張玉璜主編，《形塑夢工場 :退輔會榮民塑膠工廠》，行政院文化建設委員會文化資產總管理處籌備處，2008年。
  - 檔案管理局編，《榮藥濟世 :台灣產業經濟檔案數位典藏專題選輯 : 行政院退輔會榮民製藥廠印記四》，檔案管理局，2009年。

## 進入原鄉的榮民
1949年隨政府來台的軍人，除了高階軍官有分配宿舍、部分低階士官可申請住宅以外，其餘士官兵則在屆齡退伍後，由國軍退除役官兵輔導委員會（退輔會）負責相關安置措施。自1950年代以來，退輔會分別在武陵農場、福壽山農場、清境農場、彰化農場、台東農場等，進行農林牧業的工作，同時也配合政府種植經濟作物，如：苧麻、香茅、桑樹等作物，讓榮民有所依靠。
因為這些地區多半也是原住民族生活領域，在軍中同袍呼朋引伴之下，透過媒人或同鄉介紹，進入原住民族部落娶妻生子。當時的榮民雖然具備貨幣經濟和國家政治的優勢，但卻也是失根與失意的邊緣人，而與原住民女性的婚姻選擇，夾雜了在偏鄉生存的考量。兩者雖然同時兼具了來自社會給予的不同眼光，但對於在原鄉共存共榮的榮民與原住民族來說，在包容、接納或排擠的條件下，有些組成家庭的榮民選擇在部落開設雜貨店，用各自的手藝豐富了部落生活的面貌，在此落葉生根、建立起屬於自我認同的生活方式。有別於主流社會給予榮民「老芋仔」這個略有歧視的稱呼，不同部落各自以gongguan（公館）、koaping（官兵）、taulu（大陸）、ciukuku（中國）等稱呼這群在原住民地區成家的榮民─「外省伯伯」。
講述榮民與原住民族結婚及婚後生活的影視及文學作品，包含《老莫的第二個春天》、《石頭夢》、《兔崽子》，以及《眷村歲月的母親》等。

## 相關事件
- 洪素珠事件

## 相關資料
1. 1 2 3 4 5  國軍退除役官兵輔導委員會. . 2020  [2021-06-11]. （原始内容存档于2021-06-13）.
2. ↑  . 國軍退除役官兵輔導委員會.   [2021-06-11]. （原始内容存档于2021-06-06）.
3. ↑  朱慧凡、吳肖琪. . 台灣衛誌. 2004  [2021-06-11]. （原始内容存档于2021-06-13）.
4. ↑  黃詩淳.  (PDF). 臺大法學論叢. 2014, 43 (3)  [2021-06-11]. （原始内容存档 (PDF)于2021-06-11）.
5. ↑  . 自由時報. 2017-03-25  [2021-06-11]. （原始内容存档于2021-06-13）.
6. ↑  . 中央通訊社. 2020-03-01  [2021-06-11]. （原始内容存档于2021-06-13）.
7. ↑  . 鏡周刊. 2021-02-20  [2021-06-11]. （原始内容存档于2021-06-13）.
8. ↑  葉狀師. . 葉狀師在費城.   [2017-02-26]. （原始内容存档于2019-05-18） （中文（臺灣））.
9. ↑  彭瑞金，《台灣新文學運動40年》，高雄市：春暉出版社，2004年9月再版，頁225。
10. ↑  夏黎明. . 《東臺灣研究》. 2002: 45-66.
11. ↑  胡台麗. . 《中研院民族所集刊》. 1990, (69): 107-132.

## 外部連結
- 榮民文化網 （页面存档备份，存于）

- 中研院退輔會50年研究 （页面存档备份，存于）